# Duty
Duty este al treilea album de studio al lui Ayumi Hamasaki. Acest album este cel mai bine vândut album de la Ayumi Hamasaki, vinde 2.9 milioane de copii. Duty este al 22-lea cel mai bine vândut album din istoria Japoniei.

## Listă a pieselor
1. „starting over” – 1:36
2. „Duty” - 5:15
3. „vogue” - 4:27
4. „End of the World” - 4:40
5. „SCAR” - 4:17
6. „Far away” - 5:34
7. „SURREAL” - 4:42
8. „AUDIENCE” - 4:06
9. „SEASONS” - 4:15
10. „teddy bear” - 4:18
11. „Key ~eternal tie ver.~” - 3:14
12. „girlish” - 4:55